# Jennifer Barzaga

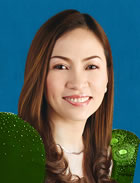
Imagem de Jennifer Barzaga.

Jennifer "Jenny" Narvaez Austria-Barzaga (nascida em 22 de setembro de 1975) é uma política filipina que serve como prefeita de Dasmariñas desde 2019, tendo ocupado esse cargo anteriormente de 2007 a 2016.

## Infância e educação
Barzaga nasceu em 22 de setembro de 1975, filha de Nicanor Austria e Anician Narvaez. Ela fez o ensino fundamental na Dasmariñas Bagong Bayan Elementary School-C. Ela foi classificada como a melhor em matemática na época. Mais tarde, ela fez o ensino secundário na Imaculate Conceptsion Academy e o terceiro e formou-se na De La Salle University-Dasmariñas. Barzaga tornou-se enfermeira da DLSU-UMC após a sua formatura.

## Carreira política
Barzaga tornou-se conselheira barangay de Barangay San Simon em 1997. Em 2007, Barzaga tornou-se a prefeita de Dasmariñas depois de vencer as eleições de 2007. Ela fez campanha com sucesso pela prefeitura do município em 2009 e foi eleita a sua primeira prefeita. Posteriormente, ela foi eleita em 2010 e 2013.
Barzaga concorreu como membro da Câmara dos Representantes nas eleições de 2016, que venceu. Ela foi novamente escolhida como prefeita na eleição de 2019.

## Vida pessoal
Barzaga casou-se com Elpidio Barzaga Jr., ex-prefeito de Dasmariñas e actual deputado. Eles têm três filhos. Em 16 de novembro de 2015, Barzaga jogou badminton e vólei enquanto participava no festival desportivo dos funcionários da cidade.